# Hermanos Miladinov
Los hermanos Miladinov (en búlgaro: Братя Миладинови, Bratja Miladinovi, macedonio: Браќа Миладиновци, Brakja Miladinovci), Dimitar Miladinov (1810-1862) y Konstantin Miladinov (1830-1862), fueron dos poetas y folcloristas búlgaros de la región de Macedonia, autores de una importante colección de canciones populares búlgaras. En sus escritos, se identifican como búlgaros, aunque además de contribuir a la literatura búlgara, en Macedonia del Norte también se cree que ellos han sentado las bases de la tradición literaria macedonia.
La colección de canciones populares búlgaras incluye un total de 660 canciones y 23 559 versos. Otro famoso poema de Konstantin Miladinov es Tǎga za Jug (Añorando el sur), que escribió durante su estancia en Rusia. Su ciudad natal acoge el Festival Internacional de Poesía de Struga en su honor y que incluye un premio de poesía con el nombre de ellos. La colección de los hermanos Miladinov marcó el inicio de los estudios folclóricos búlgaros en el período del renacimiento nacional búlgaro con la riqueza y la variedad de canciones populares recogidas. 